# میکیتا کوزیتسکی
میکیتا کوزیتسکی (اوکراینی: Микита Геннадійович Козицький؛ زادهٔ ۲۶ ژانویهٔ ۲۰۰۲) بازیکن فوتبال اهل اوکراین است.